# Melanoplus aspasmus
Melanoplus aspasmus är en insektsart som beskrevs av Morgan Hebard 1919. Melanoplus aspasmus ingår i släktet Melanoplus och familjen gräshoppor. Inga underarter finns listade i Catalogue of Life.